# Высокие ботинки на пуговицах
Высокие ботинки на пуговицах (англ. High Button Shoes) — мюзикл композитора Джула Стйна на либретто Сэмми Кана, созданном по книге Джорджа Эбботта и Стивена Лонгстрита. Она, в свою очередь, базируется на воспоминаниях Лонгстрита о комических приключениях его семьи в Атлантик-Сити, доверившейся двум аферистам.
Премьера состоялась в 1947 году на Бродвее (спектакль выдержал 727 представлений), в 1948 году — в Вест-Энде.
Хореограф Джером Роббинс, поставивший танцы для мюзикла в оригинальной версии на Бродвее, получил премию «Тони» за лучшую хореографию. Кроме того, спектакль упоминается в связи с тем, что в нём состоялся дебют на сцене в составе кордебалета Одри Хепбёрн.

## Сюжет
1913 год, город Нью-Брансуик (Нью-Джерси). Семья Лонгстрита это Папа, Мама и её младшая сестра Фрэн, за которой ухаживает товарищ из колледжа Оггли. В город прибывают два мошенника — Харрисон Флой, исполняющий ведущую роль в аферах, и мистер Понтдью, выступающим внешне посторонним подставным лицом. Они торгуют всем — от популярного «змеиного масла» до алмазных месторождений. Им удаётся продать Лонгстритам несуществующий земельный участок, и с полученной добычей они уезжают в Атлантик-Сити. С ними отправляется и Фрэн, влюбившаяся в Харрисона Флоя. В Атлантик-Сити мошенники пытаются затеряться на многолюдном пляже, где попадают в массу комичных ситуаций с очаровательными купальщицами, спасателями, полицейскими и своими коллегами — курортными аферистами. В финале Флой, уже задержанный полицией, раздаёт деньги всем гражданам, которые пострадали от его махинаций, но тут же начинает уговаривать их приобрести у него «одну вещицу исключительной ценности».

## Творческие оценки оригинальной постановки
Центральным эпизодом оригинального бродвейского спектакля был длинный, до 10 минут номер The Bathing Beauty Ballet в исполнении солистов и кордебалета. Хореограф Джером Роббинс поставил этот номер в манере немых фильмов о купальщицах Мака Сеннета. Он использовал музыку Второй Венгерской рапсодии Ференца Листа и канкан из «Орфея в аду» Жака Оффенбаха. По отзывам прессы «этот номер был настолько основополагающим для шоу, что без него представление стало бы бессвязным. Это было лучшим воссозданием атмосферы того времени, дань эре немой кинокомедии». Публицист и биограф Роббинса Аманда Вейл писала: «стремительные передвижения актёров по сцене, внутри и вне дощатых пляжных домиков, хлопанье дверей, падения, подкаты, прыжки, столкновения друг с другом — шедевр замысловато выстроенного хаоса, который несёт в себе отпечаток развивающегося стиля Роббинсона с его остроумием, характером, драматургией и точностью».

## Комментарии
1. ↑  High Button Shoes — идиома, означающая какой-либо предмет из прошлого, вещь «в старинном стиле».